# Берривилл (Арканзас)
Берривилл (англ. Berryville, Arkansas) — город, расположенный в округе Карролл (штат Арканзас, США), с населением 4433 человека, по статистическим данным переписи 2000 года.
Наряду с Юрика-Спрингс Берривилл является одним из двух административных центров округа Карролл.
Город был основан в 1850 году и получил название в честь своего основателя — Блекберна Хендерсона Берри (1814—1893), чей племянник Джеймс Хендерсон Берри в 1883 году стал 14-м губернатором штата Арканзас.

## География
По данным Бюро переписи населения США, общая площадь Берривилла составляет 11,4 квадратного километра, водных ресурсов в черте города не имеется.
Берривилл расположен на высоте 379 метров над уровнем моря.

## Демография

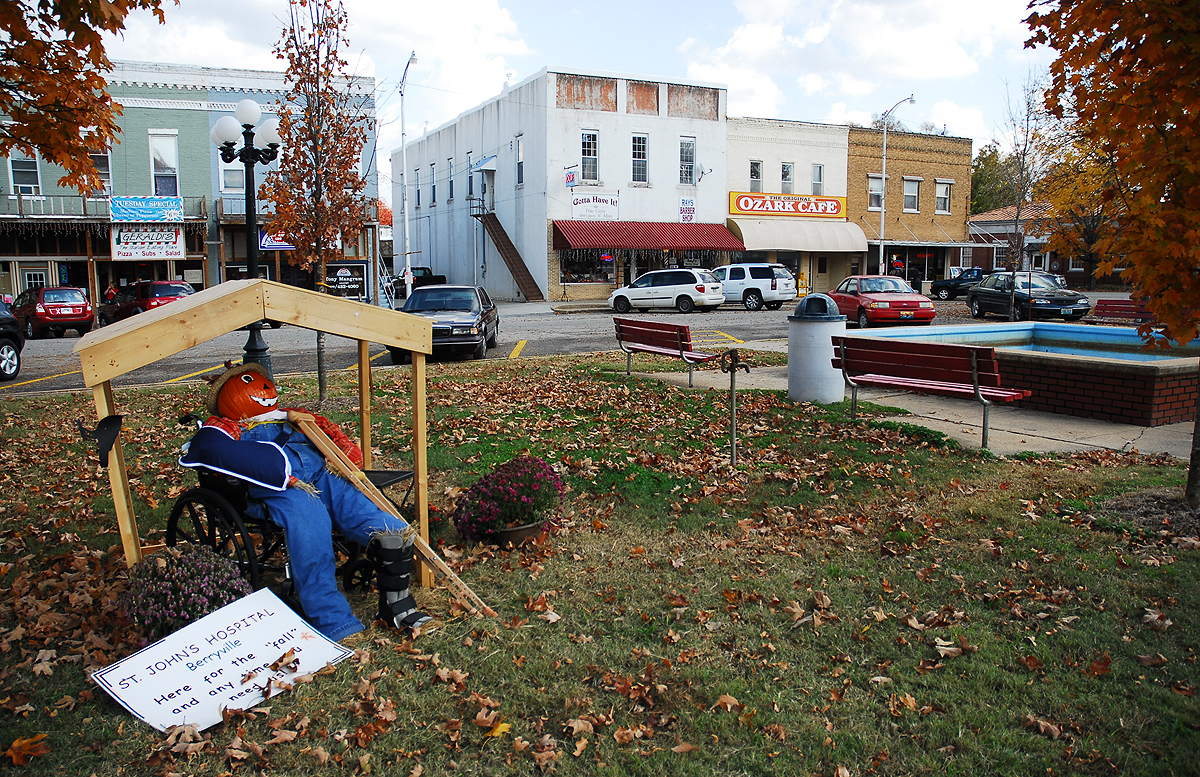
Парк в центре города

По данным переписи населения 2000 года, в Берривилле проживало 4433 человека, 1113 семей, насчитывалось 1710 домохозяйств и 1881 жилой дом. Средняя плотность населения составляла около 386 человек на 1 км². Расовый состав Берривилла, по данным переписи, распределился следующим образом: 90,80 % белых, 0,05 % — чёрных, или афроамериканцев, 0,70 % — коренных американцев, 0,47 % — азиатов, 1,31 % — представителей смешанных рас, 6,68 % — других народностей. Испаноговорящие составили ???%.
Из 1710 домохозяйств в 32,5 % воспитывали детей в возрасте до 18 лет, 49,4 % представляли собой совместно проживающие супружеские пары, в 11,5 % семей женщины проживали без мужей, 34,9 % не имели семей. 30,3 % семей на момент переписи жили самостоятельно, при этом 16,4 % составили одинокие пожилые люди в возрасте 65 лет и старше. Средний размер домашнего хозяйства составил 2,52 человека, а средний размер семьи — 3,14 человека.
По возрастному диапазону население города, по данным переписи 2000 года, распределилось следующим образом: 25,9 % — жители младше 18 лет, 10,1 % — между 18 и 24 годами, 27,3 % — от 25 до 44 лет, 19,1 % — от 45 до 64 лет и 17,7 % — в возрасте 65 лет и старше. Средний возраст жителей составил 35 лет. На каждые 100 женщин в Берривилле приходилось 94,3 мужчины, при этом на каждые сто женщин 18 лет и старше приходилось 89,9 мужчины также старше 18 лет.
Средний доход на одно домашнее хозяйство в городе составил 26 408 долларов США, а средний доход на одну семью — 32 468 долларов. При этом мужчины имели средний доход в 20 430 долларов США в год против 17 722 долларов среднегодового дохода у женщин. Доход на душу населения в городе составил 12 873 доллара в год. За чертой бедности на момент переписи находились 15,8 % семей и 21,1 % населения в целом, при этом 34,2 % таких жителей были моложе 18 лет и 16,8 % — в возрасте 65 лет и старше.